# Bataille de Borny-Colombey
Guerre franco-prussienne de 1870
Batailles
- Chronologie de la guerre franco-prussienne de 1870
- Sarrebruck (08-1870)
- Wissembourg (08-1870)
- Forbach-Spicheren (08-1870)
- Wœrth (08-1870)
- Bitche (08-1870)
- Phalsbourg (08-1870)
- Borny-Colombey (08-1870)
- Strasbourg (08-1870)
- Mars-la-Tour (08-1870)
- Toul (08-1870)
- Gravelotte (08-1870)
- Metz (08-1870)
- Nouart (08-1870)
- Beaumont (08-1870)
- Noisseville (08-1870)
- Sedan (08-1870)
- Montmédy (09-1870)
- Soissons (09-1870)
- Siège de Paris et chronologie du siège (09-1870)
- Nompatelize (10-1870)
- Bellevue (10-1870)
- Châtillon (10-1870
- Châteaudun (10-1870)
- Buzenval (10-1870)
- Bourget (10-1870)
- Dijon (10-1870)
- Belfort (11-1870)
- La Fère (11-1870)
- Langres (11-1870)
- Bouvet et Meteor (navale) (11-1870)
- Coulmiers (11-1870)
- Thionville (11-1870)
- Châtillon-sur-Seine (11-1870)
- Villers-Bretonneux (11-1870)
- Beaune-la-Rolande (11-1870)
- Champigny (11-1870)
- Orléans (12-1870)
- Loigny (12-1870)
- Châteauneuf (12-1870)
- Beaugency (12-1870)
- Longeau (12-1870)
- l’Hallue (12-1870)
- Siège de Péronne (1871)
- Bapaume (01-1871)
- Villersexel (01-1871)
- Le Mans (01-1871)
- Héricourt (01-1871)
- Saint-Quentin (01-1871)
- Buzenval (01-1871)

La bataille de Borny-Colombey, ou de Colombey-Nouilly du côté allemand, est une bataille de la guerre entre la France et la Prusse ayant eu lieu le 14 août 1870 à l’est de Metz. Il s’agit d’un combat entre les arrière-gardes de l’« armée de Metz » sous les ordres du maréchal Bazaine et les avant-gardes de la Ire armée allemande sous les ordres du général Karl Friedrich von Steinmetz.

## Situation initiale

### Côté français
L’armée française du Rhin commandée par Napoléon III est divisée en deux sous les coups de l’offensive prussienne, une partie au sud, dite « armée d’Alsace » et une partie au nord, dite « armée de Metz », composée du corps d'armée de la Garde (général Bourbaki), du 3e corps d'armée (général Decaen), 4e corps d'armée (général de Ladmirault), 6e corps d'armée (maréchal Canrobert) et des réserves générales de cavalerie et d’artillerie placées sous les ordres du maréchal Bazaine à partir du 12 août 1870.
L’armée d’Alsace s’exfiltre à travers les Vosges. L’armée de Metz est en retraite sur un axe Metz-Verdun en vue de rejoindre à la fois l’armée d’Alsace exfiltrée et une armée en cours de concentration au camp de Châlons (camp de Mourmelon) afin de protéger Paris. Pour ce faire, elle doit traverser la Moselle autour de Metz. Ce point de passage a plusieurs avantages dont celui de posséder des ponts nombreux et d’être protégé par une ceinture de forts.
Le 14 aout, le 2e et le 6e corps d’armée sont en train de traverser la Moselle au sud de Metz. Le 4e corps est en cours de franchissement au nord de Metz, sous la couverture du fort de Saint-Julien. La Garde et le 3e corps sont en arrière-garde sur le plateau de Borny entre Queuleu et Bellecroix.

### Côté allemand
La Ire armée allemande (Steinmetz) poursuit l’armée de Metz à distance. Elle vient de franchir la Nied allemande, dernier obstacle sérieux sur lequel les Français auraient pu s’accrocher avant Metz. Elle progresse avec deux corps d’armée en tête, le Ier aux Étangs et le VIIe à Pange, et un corps d’armée en réserve, le VIIIe à Orny. La mission de ses avant-gardes est d’observer le repli français en évitant le contact, en mesure de répondre à tout retour offensif de leur part.
La IIe armée allemande (prince Frédéric Charles) est en train de contourner la place de Metz par le sud en vue d’éviter la zone fortifiée de la région de Metz et couper la route de l’armée de Metz en direction de Verdun.

### Analyse du terrain
Le terrain est relativement vallonné. Au nord, le plateau de Saint-Julien, couvert de vignes et sans bois notable. Au sud, le plateau de Borny, couvert de bois et de bosquets, relevé vers l’est. Deux thalwegs majeurs, une vallée nord/sud, celle du ruisseau de Vallières qui coupe le plateau de Borny en deux. Une vallée est-ouest assez encaissée entre le plateau de Borny et celui de Saint-Julien, celle du ruisseau de Quarante appelée aussi ravin de Nouilly. Les deux vallées se rejoignent à un kilomètre à l’ouest de Nouilly. Il est dominé par trois forts, deux ouvrages majeurs, le fort de Queuleu au sud et le fort de Saint-Julien au nord et un ouvrage plus petit, le fort des Bordes au centre.

## Bataille du 14 août

### Raisons tactiques
Les raisons de la bataille sont relativement confuses.
Pour le colonel Fabre de Navacelle, il s’agit d’une initiative du général von der Goltz, commandant la 26e brigade d’infanterie, avant-garde du VIIe corps d’armée. Son intention est de profiter du déséquilibre généré par le mouvement de repli pour attaquer l’arrière des troupes françaises, les obliger à revenir sur la rive droite de la Moselle et retarder ainsi la retraite sur Verdun. Il en aurait averti son chef, le général Feldmarschal von Zastrow ainsi que son voisin du nord le général von Manteuffel commandant le Ier corps d’armée pour leur demander du soutien.
L’initiative aurait été couverte par Steinmetz dont les motivations seraient plus personnelles. Commandant l’armée qui s’est distinguée dans la première phase de la guerre, il supporte mal que ce soit la IIe armée qui ait été désignée pour mener la manœuvre de contournement décisive de Metz. Il essaie donc une attaque frontale des armées françaises qui se replient.

### Déroulement de la bataille

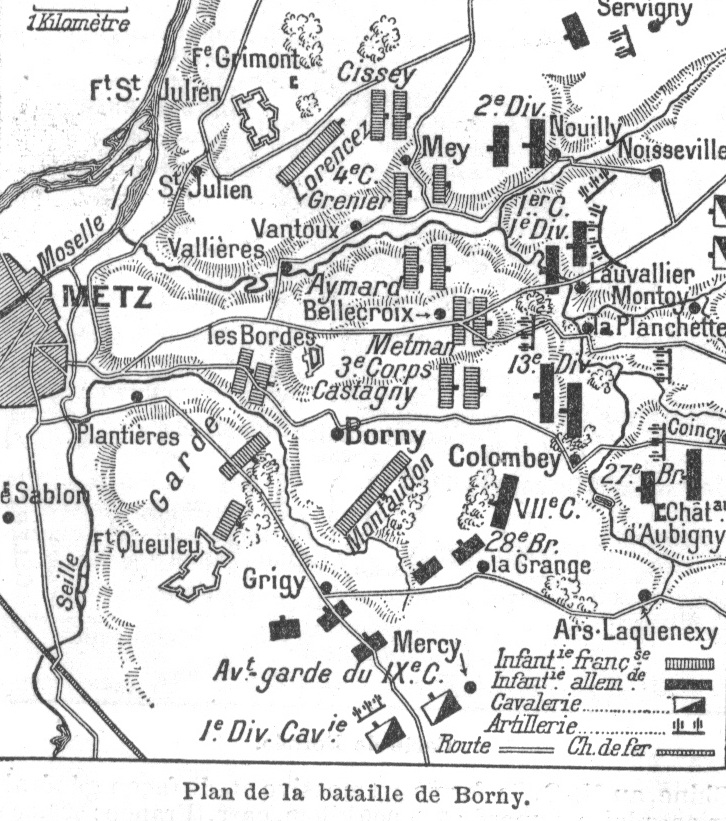
Plan de la bataille

#### Phase préliminaire
Le 14 août vers 10 h, le 3e corps d’armée (Decaen) est déployé en garde face à l’est. Les divisions sont disposées du sud vers le nord : Montaudon sur la route de Strasbourg, Metman sur la route de Pange, Castagny et Aymard sur la route de Boulay. La Garde (Bourbaki) est en réserve dans ses cantonnements à Grigy et Borny. Le 4e corps (Ladmirault) est en cours de franchissement au nord de Metz, sur l’île de Chambière et a gardé la 2e division (Grenier) en arrière-garde. Le 3e corps et la Garde s’apprêtent à franchir la Moselle. Les troupes françaises abandonnent petit à petit leurs positions.

#### Première phase: la26ebrigadeprend contact avec les Français
Le 14 août, au début de l’après-midi, les divisions Montaudon et Metman commencent leur mouvement de repli et abandonnent leurs positions défensives favorables le long du ruisseau des Vallières.
En face, la 26e brigade (von der Goltz) se trouve en avant-garde du VIIe corps. Son dispositif comprend un gros chargé d’attaquer Colombey de front à travers le ruisseau de Vallières et une avant-garde, chargée de couvrir le flanc sud de l’attaque en contournant le talweg. Colombey est une position défensive importante pour les Français. Le gros est commandé par le colonel von Barby. Il est composé d’un régiment d’infanterie renforcé par un bataillon et flanqué à sa droite de trois escadrons de hussards. L’avant-garde est commandée par le colonel Delitz. Elle est composée de deux bataillons d’infanterie, d’un escadron de hussards et d’une batterie d’artillerie. Elle est flanquée à sa gauche par un bataillon de chasseur. On pense que l’intention de von der Goltz était de reprendre le contact visuel avec les Français sur le côté ouest du thalweg du ruisseau de Vallières, car les vues sont difficiles du côté est, notamment à cause de la végétation épaisse. À 15 h 30, l’avant-garde débouche d’Ars-Laquenexy, se déploie en un dispositif mince sur une ligne Grigy-Mercy et engage les troupes de la division (Castagny). De son côté, le gros s’empare du château d’Aubigny vers 16 h, attaque Colombey de face avec pour guide à droite le ruisseau de Dame Jeannette. Un bataillon du 15e régiment d’infanterie se porte sur Coincy, dont il s’empare, pour couvrir le gros vers le nord. L’ensemble est appuyé par une batterie d’artillerie déployée entre Coincy et Aubigny.

#### Deuxième phase: après la surprise, la situation se stabilise
À la première décharge, le général Decaen commandant du 3e corps est sorti du château de Borny. À son appel toutes ses troupes qui ne sont pas encore parties font volte-face et se déploient en position de combat.

Le 3e corps plie puis fait face. Dans les bois de Colombey, des combats se livrent à bout portant. Les bataillons des divisions Castagny et Metman se replient vers le bois de Borny. Les Allemands s’élancent à leur poursuite et s’emparent du terrain abandonné. Ils occupent ainsi le terrain derrière une ligne La Grange-aux-Bois, Colombey et la Planchette mais, face à une force supérieure en nombre, ils s’arrêtent.
Pendant ce temps, les renforts allemands affluent. Trois bataillons de la 25e brigade sont lancés sur Colombey. L’artillerie de la 13e division est déployée autour du château d’Aubigny pour les soutenir. Deux autres bataillons sont envoyés sur Coincy. Puis la 14e division arrive vers 19 h. La 27e brigade s’avance en deuxième rideau sur les hauteurs est, face à Colombey. La 28e menace la 1re division (Montaudon) au sud. L’ensemble du VIIe corps est au contact. Les avant-gardes du IXe corps d’armée et de la Ire division de cavalerie (général von Hartman) appartenant à la IIe armée arrivent à la rescousse par le sud depuis Mercy mais elles ne sont pas engagées.
Du côté français, le 4e corps fait rappeler les divisions Cissey et Lorencez de la rive gauche de la Moselle.

#### Troisième phase: la menace de contournement et la retraite allemande
Au nord, les avant-gardes du Ier corps d’armée prennent contact avec les Français vers 17 h. L’avant-garde de la 1re division s’empare de Montoy, le reste de la division s’empare de Noisseville puis descend sur Nouilly. L’artillerie de la division se déploie de part et d’autre de la route de Sarrelouis. L’avant-garde de la 2e division dévale de Servigny-lès-Sainte-Barbe. La division Grenier fait face autour du village de Mey puis, renforcée par les divisions Cissey et Lorencez, elle reprend Nouilly. Le 4e corps menace de prendre Noisseville et Montoy et de contourner les Allemands par le nord.

#### Quatrième phase: la nuit fait cesser le combat
Le combat qui a commencé à Colombey s’étend sur toute la ligne de la route de Strasbourg à celle de Bouzonville. Le terrain est couvert d’un épais nuage de fumée. À 21 h, c’est l’obscurité qui met fin aux combats. Le contact est rompu.

Les Allemands s’arrêtent, se mettent en garde puis se replient sur leurs positions initiales. Du côté français, la Garde, le 3e et le 4e corps reprennent leur mouvement de retraite et franchissent la Moselle après s’être remis en état de marche. Seule la division Laveaucoupet est laissée en rideau sur la rive droite. Le lendemain matin, il ne reste plus de troupes françaises sur la rive droite de la Moselle.

### Résultats de la bataille

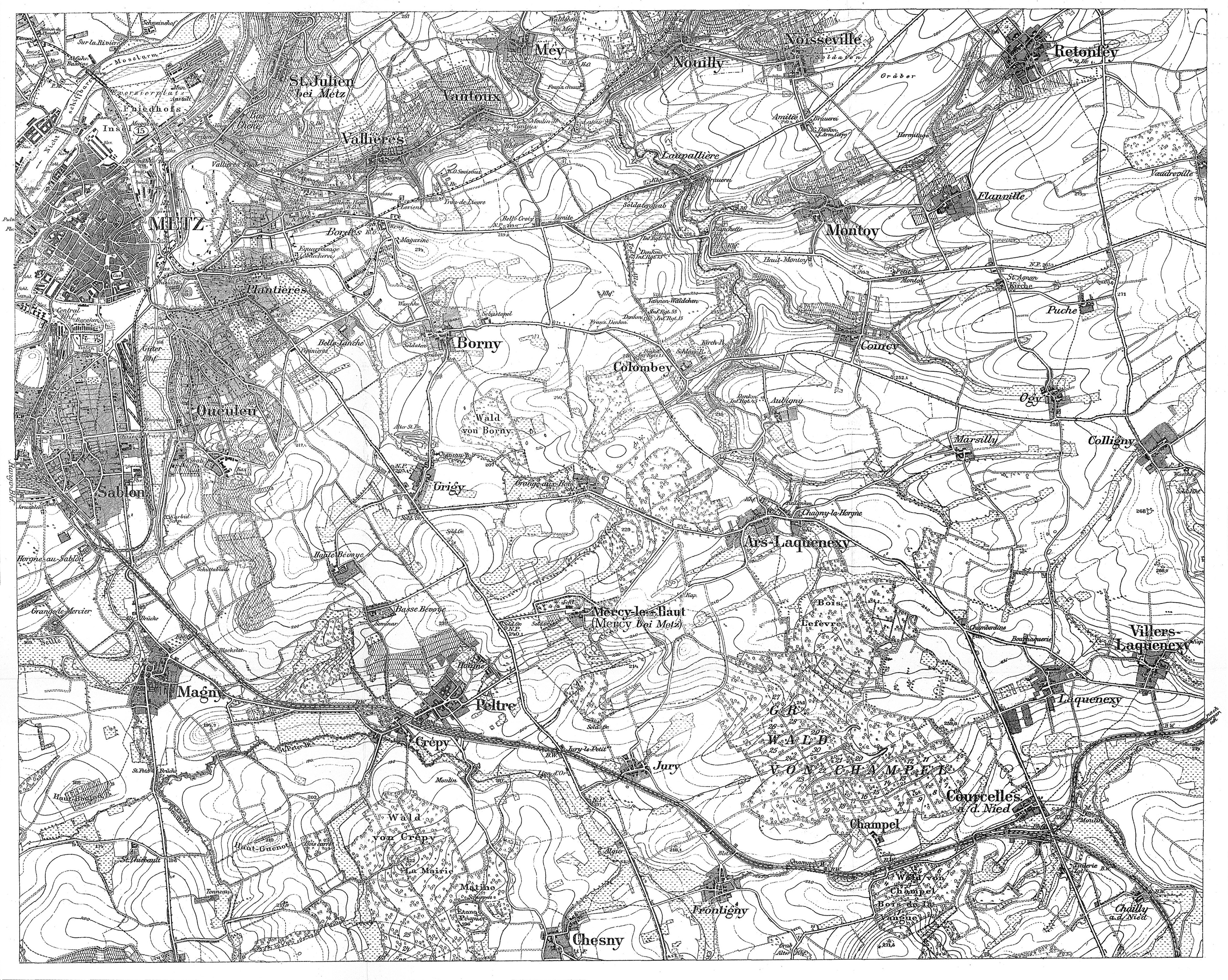
Carte des monuments aux morts érigés autour du champ de bataille.

#### Pertes
Les pertes sont relativement importantes compte tenu de l’enjeu.
Les Allemands auraient perdu au total 5 000 hommes (1 189 morts, 3 590 blessés, 127 disparus) dont 222 officiers, les Français environ 3 600 hommes (377 morts, 2 641 blessés, 490 disparus) dont 200 officiers, différence qui peut s'expliquer par le fait que les Français étaient sur des positions défensives reconnues. Le général Decaen, qui avait succédé au maréchal Bazaine à la tête du 3e corps, est décédé de ses blessures le 2 septembre.
À part les médecins de la ville, un grand nombre d’habitants s’étaient mis à la disposition des ambulances. Quand le bruit des combats s’arrêta, on ramassa les blessés et on les porta dans les ambulances de secours. Les Prussiens en avaient installé une à Colombey avec douze sœurs gardes-malades de Düsseldorf et deux à Aubigny.
Les morts furent enterrés sur place ou dans les cimetières des localités environnantes. Des monuments seront élevés à Colombey et aux environs du chemin menant de la route de Borny à celle de Sarrebruck qui prit le nom d’allée des Morts (Todten Allee en allemand). En effet, on dit que dans la soirée du 14 août, les morts y avaient été si nombreux que les derniers restaient debout empêchés par leurs voisins de tomber sur le sol. Les rameaux dénudés de sapins qui bordaient ce chemin donnaient alors à cet endroit un aspect lugubre et impressionnant.

#### Avantage stratégique et tactique
Les résultats de la bataille sont diversement interprétés.

##### Une preuve de la trahison de Bazaine
Louis Noir et Louis Sacré partent de l’hypothèse que Bazaine ne veut pas obéir à Napoléon III et a l’intention de trahir. Il ne croit pas à la retraite sur Verdun puis sur le camp de Châlons. Il veut rester sur Metz pour mettre en pratique une doctrine en vigueur à l’époque, celle de l’armée enfermée dans un camp retranché et rayonnant contre l’adversaire.
Ils fondent leur hypothèse sur une brochure écrite par le général von Kamecke qui dit deux choses :
Soit Bazaine voulait vraiment se rendre sur Verdun. Il aurait alors dû refuser le combat et accélérer le mouvement de franchissement de la Moselle.
Soit Bazaine voulait véritablement accepter le combat avec la Ire armée, ce qu’il aurait pu faire compte tenu des renseignements qu’il possédait. Il aurait alors dû rejeter plus fermement l’attaque de la brigade von der Goltz, exploiter le contournement amorcé par le 4e corps d’armée (de Ladmirault), engager la Garde, faire revenir les corps déjà parvenus sur la rive gauche afin de porter un coup fatal à la Ire armée et ainsi faire avorter le contournement amorcé par la IIe armée. 
À l’issue de la bataille, Bazaine aurait obtenu le résultat qu’il désirait, retarder l’armée de Metz suffisamment pour que les Allemands ferment la porte de Verdun et pour qu’il puisse s’enfermer dans le camp retranché de Metz avec son armée.

##### Un retard décisif pris par la retraite française
Le colonel Fabre dément cette vision : « On a dit que la bataille de Borny en retardant la marche de l’armée française avait décidé de la campagne. Il nous paraît douteux que les quelques heures qu’elle a coûtées aient eu une valeur aussi décisive ; l’indécision des ordres de marche, le désordre et l’encombrement qui en résultaient, les appréhensions du général en chef avaient une autre importance. »

##### Une occasion manquée
En tous cas, la bataille passe pour une véritable occasion manquée, Moltke le reconnaît par la voix de Foch : « La bataille de Borny pouvait […] devenir fatale [aux Allemands], ainsi le reconnaît le général de Moltke, si les Français avaient eu l’idée comme ils en avaient les moyens, de refouler vigoureusement les têtes de colonnes allemandes qui les serraient de trop près ».

##### Une initiative malheureuse d'un général allemand
Foch la commente en ces termes : « La bataille engagée d’une façon complètement imprévue a été conduite de manière complètement improvisée par les Allemands. » En tout état de cause, elle constitue un argument pour montrer l’autonomie des chefs militaires allemands qui confine parfois à l’indiscipline. Toutefois, Moltke relève dans ses mémoires, leur solidarité lorsque l’un d’entre eux, fût-il commandant de brigade, est engagé. C'est cette indiscipline que le lieutenant-colonel de Gaulle met en exergue dans le premier chapitre de son livre ː "La discorde chez l'ennemi".
Foch cite von Moltke qui endosse l’attaque mais qui précise, dans un de ses télégrammes : « L’avantage gagné dans la soirée d’hier par le Ier et le VIIe corps d’armée ainsi que par des fractions de la 18e division s’est produit dans des conditions qui excluent toute idée de poursuivre. Ce n’est que par une vigoureuse offensive de la IIearmée contre les routes de Metz à Verdun, par Fresnes[-en-Woëvre] et par Étain que l’on peut recueillir les fruits de cette victoire ».